# Vindbruksplan
Vindbruksplan är i Sverige en del av en översiktsplan som upprättas i en kommun med avsikt att underlätta styrningen av etableringar av vindkraftverk till de mest lämpliga platserna.
Planen ska vara vägledande för beslut i frågor som rör mark- och vattenområden vad gäller vindkraft.
Vindbruksplanen är ofta en del av en kommuns översiktsplan. Planen bör redovisa möjliga områden för vindbruk både på land till havs, men även vilka områden som är olämpliga. Planen bör också ange riktlinjer för bygglovs- och tillståndsprocesser.  
En vindbruksplan ska innehålla en miljökonsekvensbeskrivning enligt 6 kapitlet i miljöbalken.
Ett exempel på en sådan plan är den vindbruksplan Vetlanda kommun
upprättat 2010.